# Iglesia de Santiago (Leciñana del Camino)
La iglesia de Santiago es un edificio situado en el concejo español de Leciñana del Camino, en la provincia de Álava.

## Descripción
El edificio se encuentra en el concejo español de Leciñana del Camino, del municipio de Lantarón, perteneciente a la provincia de Álava, en la comunidad autónoma del País Vasco. Se menciona como iglesia parroquial del lugar en el décimo volumen del Diccionario geográfico-estadístico-histórico de España y sus posesiones de Ultramar de Pascual Madoz, donde aparece descrita con las siguientes palabras: «igl. parr. (Santiago), servida por 2 beneficiados perpétuos, uno de ellos con título de cura, y por un sacristan lego». En el tomo de la Geografía general del País Vasco-Navarro dedicado a Álava y escrito por Vicente Vera y López, se dice lo siguiente: «Su iglesia, dedicada al Apóstol Santiago, depende de la parroquial de Antezana de la Ribera; antes estuvo servida por dos beneficiados».